# Dominic Brunt
Dominic Adam Brunt (Macclesfield, 15 aprile 1970) è un attore, produttore cinematografico e regista britannico.
È noto per avere interpretato, a partire dal 1997, il ruolo di Paddy Kirk nel serial TV Valle di luna.

## Biografia
Brunt ha iniziato a lavorare come operaio, prima di intraprendere gli studi d'arte drammatica presso la Bristol Old Vic Theatre School. A metà degli anni 1990 comincia quindi a recitare in alcune serie televisive, fino ad approdare nel 1997 sul set di Valle di luna. 
Ossessionato dagli zombi, nel 2008 insieme a Mark Charnock, anche lui un attore del serial Valle di luna, lancia l'edizione inaugurale del Leeds Zombie Film Festival. Nel 2011 appare nelle sale cinematografiche con l'horror Inbred, di cui è anche produttore associato, e nel 2013 dirige in suo primo film intitolato Before Dawn.

## Vita privata
Dominic Brunt ha sposato nel 2003 l'attrice Joanne Mitchell e insieme hanno fondato nel 2011 la Mitchell-Brunt Films.

## Filmografia

### Attore

#### Cinema
- Inbred, regia di Alex Chandon (2011)
- Before Dawn, regia di Dominic Brunt (2013)
- Adult Babies, regia di Dominic Brunt (2017)
- Funny Cow, regia di Adrian Shergold (2017)

#### Cortometraggi
- Skin, regia di Vincent O'Connell (1995)
- 28, regia di Andrew Start (2008)
- Ghost Burger, regia di Lee Hardcastle (2013)
- The Box, regia di Shaune Harrison (2015)

#### Televisione
- Metropolitan Police (The Bill) - serie TV, episodio 11x32 (1995)
- 2point4 Children - serie TV, episodio 5x01 (1995)
- Crimewatch File - serie TV documentario, episodio Going Under (1995)
- Paul Merton in Galton and Simpson's... - serie TV, episodio 1x01 (1996)
- Soldier Soldier - serie TV, episodio 6x07 (1996)
- Ispettore Morse (Inspector Morse) - serie TV, episodio 9x01 (1996)
- Crimewatch UK - serie TV documentario, episodio 14x01 (1997)
- Holding On - miniserie TV, episodio 1x02 (1997)
- Valle di luna (Emmerdale) - serial TV, 1.704 episodi (1997-)

### Produttore
- Zomblogalypse - serie TV documentario (2008) (produttore esecutivo)
- Inbred, regia di Alex Chandon (2011) (produttore associato)
- Way of the Monkey's Claw, regia di John Bowens (2012) (produttore esecutivo)
- Before Dawn, regia di Dominic Brunt (2013)
- Magpie, regia di Marc Price (2013) (produttore esecutivo)
- Shell Shocked (cortometraggio), regia di Dominic Brunt (2013)
- Whoops!, regia di Tony Hipwell e Miles Watts (2013) (produttore esecutivo)
- Grace's Story (cortometraggio), regia di Michael Lacey (2013)
- Bait, regia di Dominic Brunt (2014)
- The Box, regia di Shaune Harrison (2015) (produttore esecutivo)
- The Short Film Show, serie TV, 8 episodi (2019)

### Regista
- Before Dawn (2013)
- Shell Shocked (cortometraggio) (2013)
- Bait (2014)
- Adult Babies (2017)